# Olpenæs langdysse
Olpenæs langdysse er navnet på resterne af en langdysse beliggende omtrent 100 meter øst for skoven Kølen (Kühlen) midtvejes mellem Olpenæs og Skønhave i Karby Sogn (Sydslesvig). Langdyssen er som mange andre stendysser bygget i det kystnære område. Den er cirka 18 m lang og 7 m bred i langoval, nordøst-sydvest orienteret form med oprindeligt tre kamre. Af randsten er der 17 bevaret på den nordvestlige langside og 14 på den sydøstlige. Bæresten er bevaret in situ ( ≈ på stedet). De to yderste kamre var af en sædvanlige form med to sidesten i hver af langsiderne og en for hver ende. Den ene kammerets indgangssten måler 1,5 meter. Fra oprindeligt to dæksten er kun den nordvestlige bevaret, som måler 1,6 m × 0,7 meter.